# Setenil de las Bodegas (ort)
Setenil de las Bodegas är en ort i Spanien.   Den ligger i provinsen Provincia de Cádiz och regionen Andalusien, i den södra delen av landet, 400 km söder om huvudstaden Madrid. Setenil de las Bodegas ligger 555 meter över havet och antalet invånare är 3 016.
Terrängen runt Setenil de las Bodegas är huvudsakligen lite kuperad. Setenil de las Bodegas ligger nere i en dal. Runt Setenil de las Bodegas är det ganska glesbefolkat, med 38 invånare per kvadratkilometer. Närmaste större samhälle är Ronda, 13,6 km söder om Setenil de las Bodegas. Trakten runt Setenil de las Bodegas består till största delen av jordbruksmark.